# Shirley, Arkansas
Shirley là một thị trấn thuộc quận Van Buren, tiểu bang Arkansas, Hoa Kỳ. Năm 2010, dân số của thị trấn này là 291 người.

## Dân số
- Dân số năm 2000: 337 người.
- Dân số năm 2010: 291 người.